# Уле Булль
Уле Борнеманн Булль (норв. вимова [ˈù:lə ˈbʉlː ]; 5 лютого 1810  – 17 серпня 1880) — норвезький скрипаль-віртуоз і композитор. Роберт Шуман стверджував, що Булль був на одному рівні з Нікколо Паганіні за швидкістю та чіткістю своєї гри.

## Ранні роки
Булль народився в Бергені, Норвегія. Він був старшим із десяти дітей Йогана Сторм Булля (1787—1838) й Анни Доротеї Борс Гельмуйден (1789—1875). Його брат Георг Андреас Булль став відомим норвезьким архітектором. Він також був дядьком Едварда Гагерупа Булля, норвезького судді та політика.
Його батько хотів, щоб він став міністром, але сам він прагнув музичної кар'єри. У чотири-п'ять років він міг грати на скрипці всі пісні, які чув у виконанні матері. У дев'ять років він грав першу скрипку в оркестрі Бергенського театру та був солістом Бергенського філармонічного оркестру. У вісімнадцять його відправили до Університету Християнії, але він провалив іспити. Він приєднався до Музичного ліцею, музичного товариства, і після того, як його директор Вальдемар Тране захворів, Булль став директором Музичного ліцею та театрального оркестру у 1828 році. Він також подружився з Генріком Верґеланном, який пізніше написав біографію Булля.

## Кар'єра

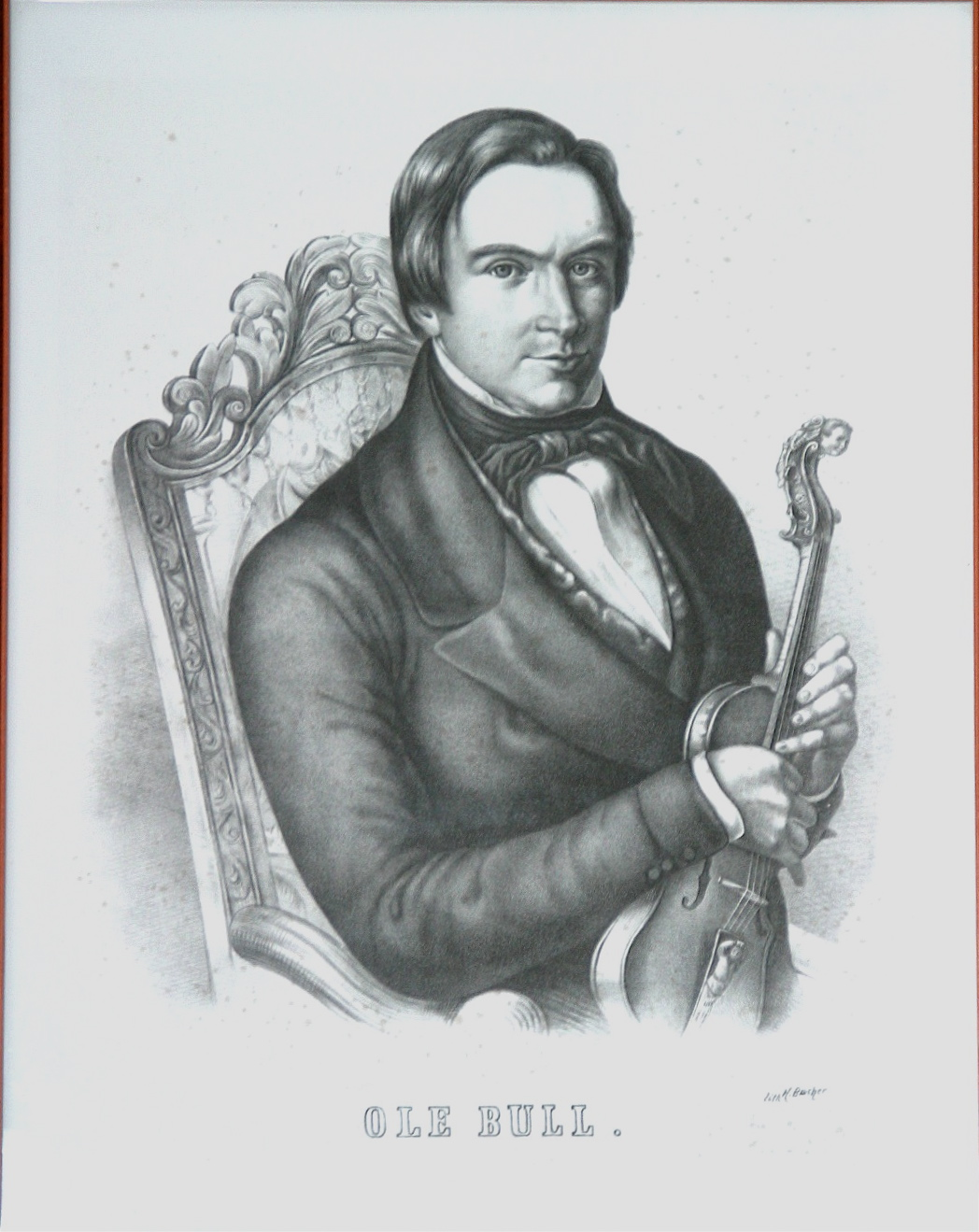
Скрипаль і композитор Уле Булль

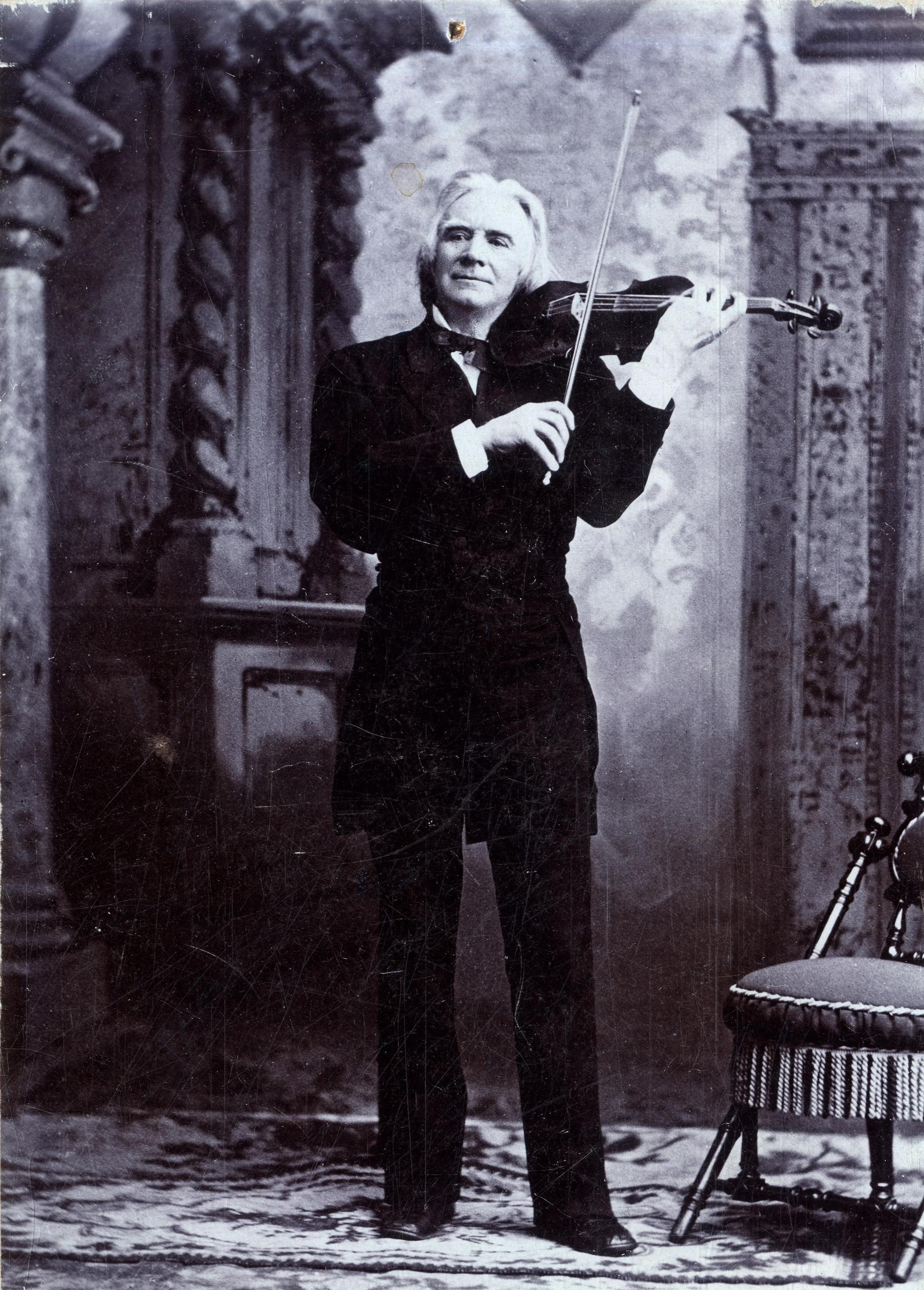
Уле Булль під час виконання

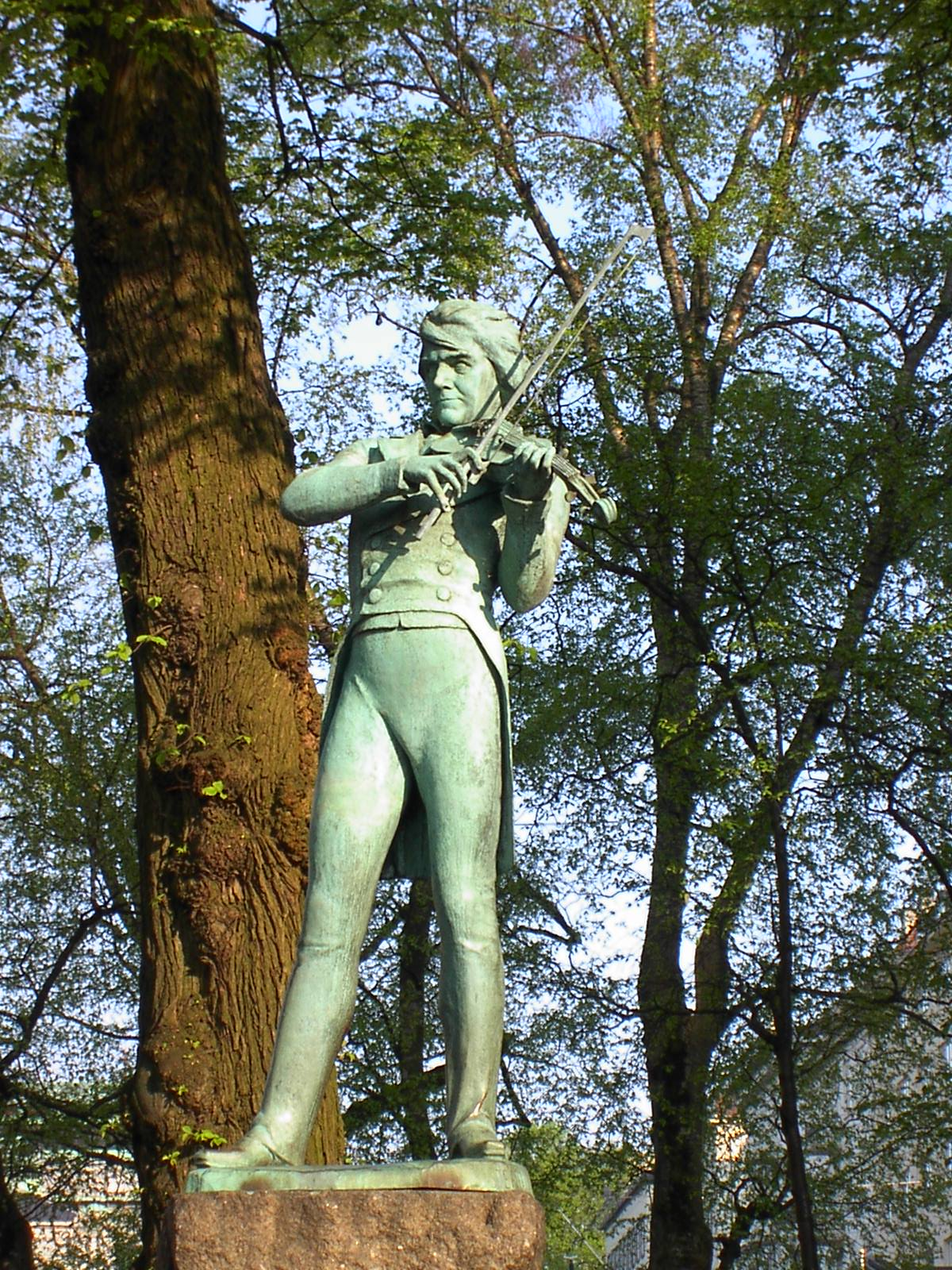
Статуя Уле Булля в Бергені

Проживши певний час у Німеччині, де він нібито вивчав право, він поїхав до Парижа, де справи йшли не дуже добре. У 1832 році у Парижі він жив разом із моравським скрипалем-віртуозом Генріхом Вільгельмом Ернстом. Згодом йому вдалося стати віртуозом високого рівня, давши тисячі концертів. Лише в Англії їх було 274 у 1837 році. Кетрін Дарвін розповіла братові про концерт у Шрусбері: «Найкращим виконавцем був Уле Булль на скрипці, який, на мою думку, набагато кращий за Паганіні». Булль став дуже відомим і заробив величезний статок. Вважається, що він автор понад 70 творів, але сьогодні відомо лише близько 10. Найвідомішим є «Sæterjentens søndag» («Неділя молочниці»).
Булль був охоплений наростальною хвилею норвезького романтичного націоналізму та схвалював ідею Норвегії як суверенної держави, окремої від Швеції — що стало реальністю у 1905 році. У 1850 році він став співзасновником першого театру, в якому актори розмовляли норвезькою, а не данською мовою, а саме «Норвезький театр» у Бергені, який пізніше став «Національною сценою».
Влітку 1858 року Булль познайомився з 15-річним Едвардом Грігом. Булль був другом сім'ї Гріг; брат Уле Булля був одружений з сестрою матері Гріг. Булль помітив талант Едварда та переконав його батьків відправити сина розвивати таланти в Лейпцигську консерваторію. Протягом 1860-х і 1870-х років Булль побував у кількох турах по США, часто в супроводі сопрано Варіана Гоффмана, баритона Ігнаца Поллака та піаніста Едварда Гоффмана. Він був концертмейстером на Національному ювілеї миру (15–19 червня 1869 року), де виступав оркестр із 525 гравців 
Роберт Шуман одного разу написав, що Булль був одним із «найвеличніших з усіх» і, що він був на одному рівні з Нікколо Паганіні за швидкістю та чіткістю своєї гри. Булль також товаришував з Ференцом Лістом і кілька разів грав з ним.

## Інструменти
Після навчання в Парижі у Жана-Батіста Війома Булль став чудовим скрипковим майстром. У його колекції були скрипки й альти Аматі, Гаспаро да Сало, Гварнері, Страдіварі та інших. Він був власником однієї з найкращих скрипок у світі, виготовленої Гаспаро да Сало приблизно у 1574 році для Фердинанда II, ерцгерцога Австрії. Цю скрипку вдова Булля подарувала місту Берген, яка там і зберігається. На своїх виступах Булль часто грав на скрипках Джузеппе Гварнері.

### Колонія Уле Булля
Булль кілька разів відвідував США та мав шалений успіх. У 1852 році він отримав велику ділянку землі у Пенсільванії та заснував колонію, яку назвав Нью-Норвей, але її зазвичай називають колонією Уле-Булль. 24 травня 1852 року він офіційно придбав понад 45 000 км² за $10 388. Земля складалася з чотирьох громад: Нью-Берген, нині відома як Картер-Кемп; Олеона, названа на честь нього та його матері, шість миль (10 км) на південь від Нью-Бергена; Нью-Норвей, одна миля на південь від Нью-Бергена; і Валгалла у районі Кеттл-Крік.
Булль назвав найвищу точку Валгалли, Нордженскальд, яка стала місцем розташування його недобудованого замку. Невдовзі він відмовився від цієї витівка та повернувся до концертів.
Тепер на цьому місці розташований державний парк Уле Булля, площею 53 га у Стюардсон Тауншип, округ Поттер, штат Пенсільванія. З власної ініціативи громадяни оплатили спорудження на місці пам'ятника на честь Уле Булля. Пам'ятник був встановлений у парку на 150-річчя Нью-Норвей у 2002 році.

### Сімейне життя
У 1836 році Булль одружився з Александріні Фелісі Вільміно. У них було шестеро дітей, лише двоє з яких його пережили. Александріні померла у 1862 році. Їхні діти:
- Уле Сторм Фелікс Булль (1837–39)
- Александер Уле Фелікс Етьєн Булль (1839—1914)
- Торвальд Булль (1841–62)
- Елеонора Фелісі Булль (1843—1923)
- Ернст Борнеманн Булль (1844; прожив лише 5 місяців[19])
- Лусі Едвардіне Булль (1846–68)

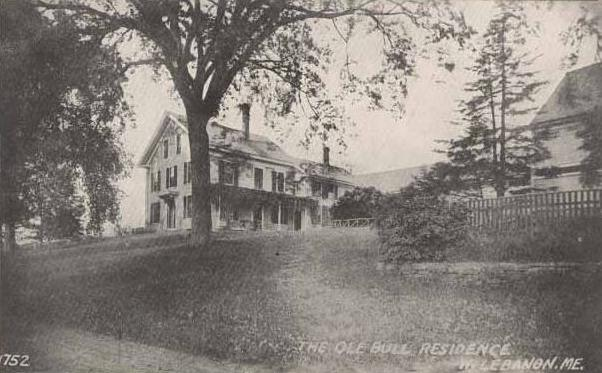
Літня резиденція «Айронвелл» в Західному Лебаноні, придбана у 1871 році

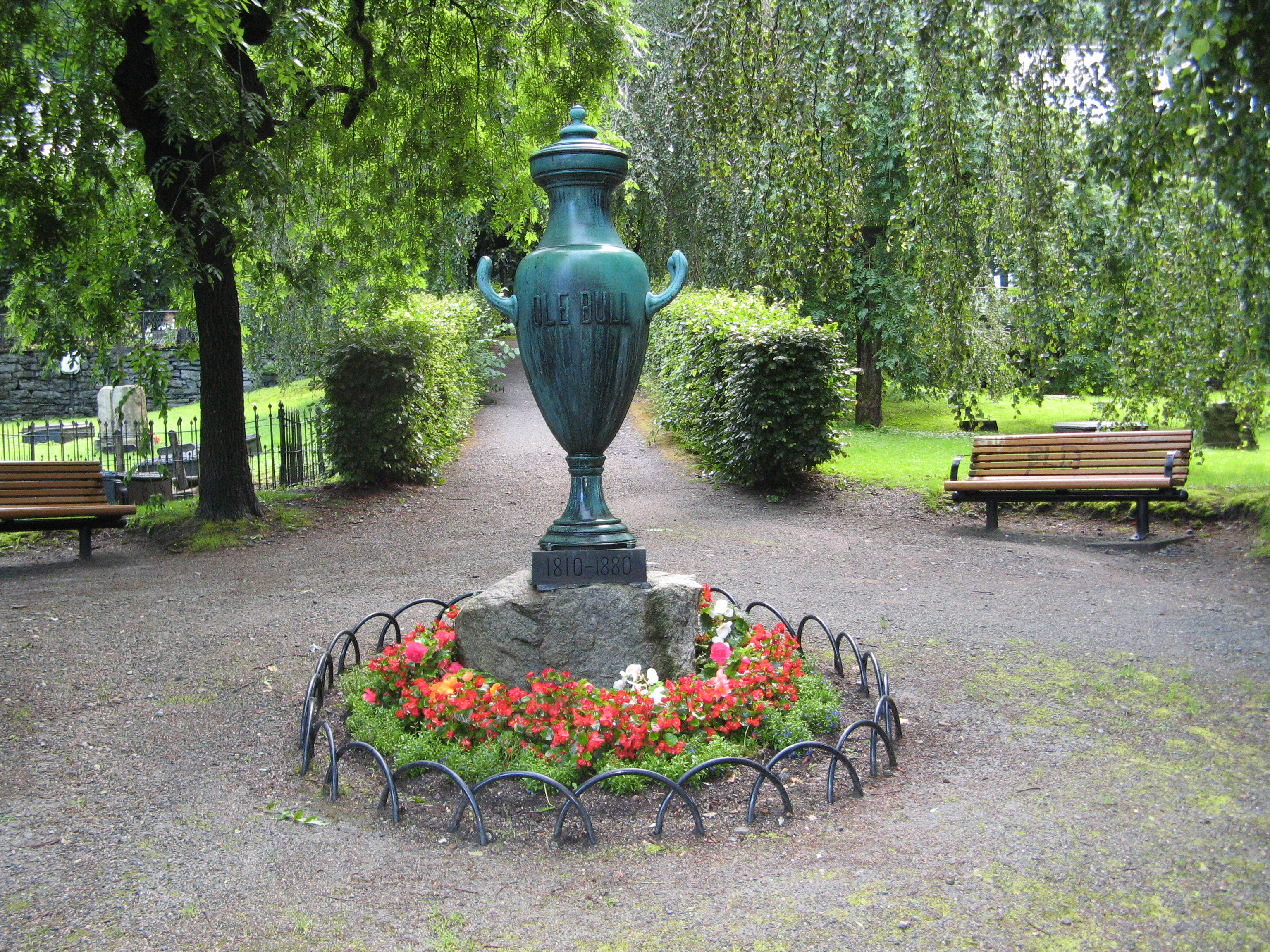
Могила Уле Булля

У 1868 році Булль познайомився із Сарою Чепмен Торп (1850—1911), донькою успішного лісоторговця з О-Клера, штат Вісконсин. Під час повторного візиту у 1870 році, попри різницю у віці (йому було 60 років, їй було 20), Булль почав залицятися, і пара таємно одружилася у Норвегії у червні 1870 року з офіційним весіллям у Медісоні пізніше того ж року. У них народилася донька Олея (1871—1913). У 1871 році він купив літній будинок у Західному Лебаноні, штат Мен, який він назвав «Айронвелл». Сара подорожувала з Буллєм до кінця його кар'єри, іноді акомпануючи йому на піаніно. У 1883 році вона опублікувала спогади про життя Булля.

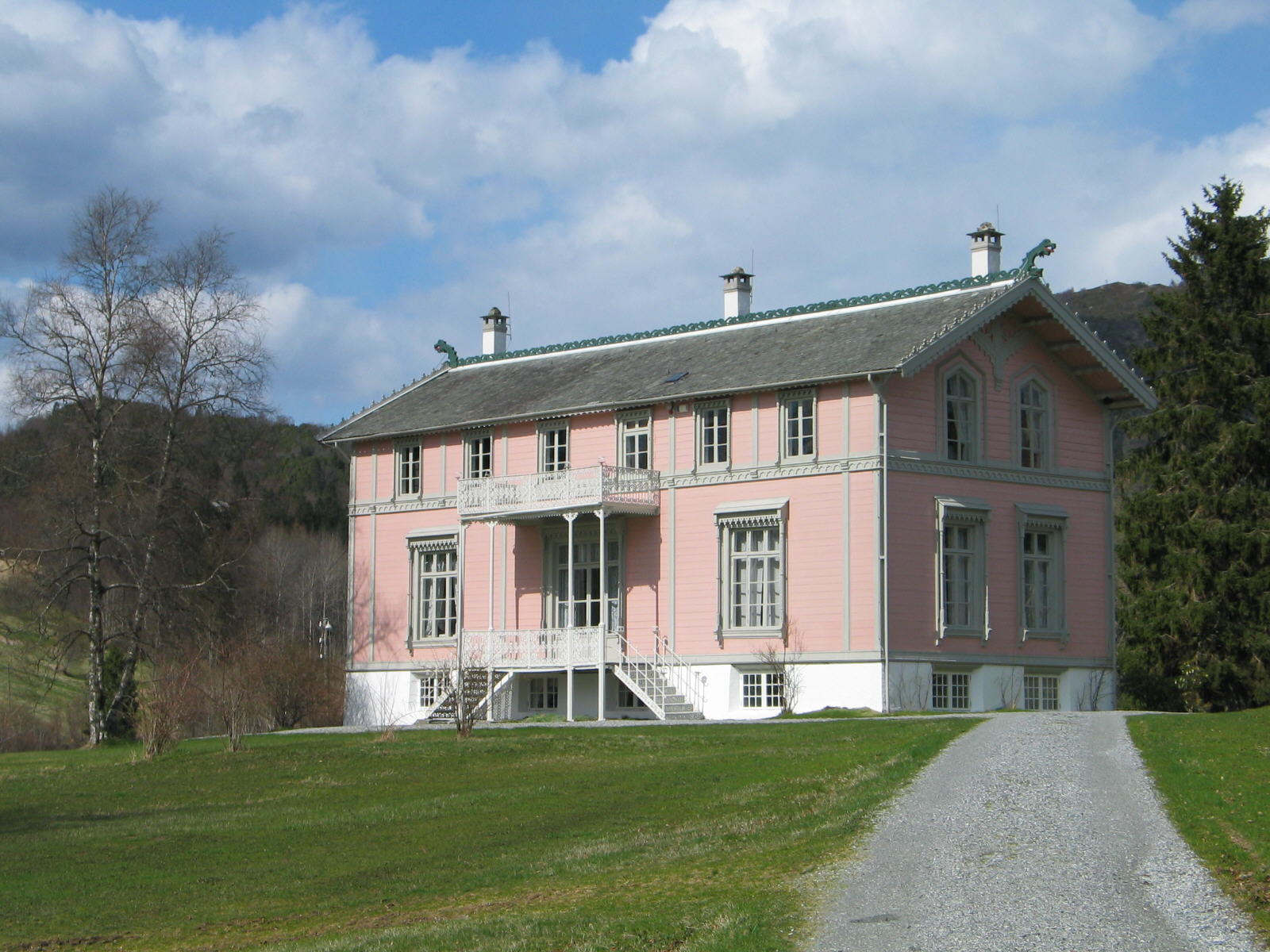
Вілла Булля у Валестрандсфоссен

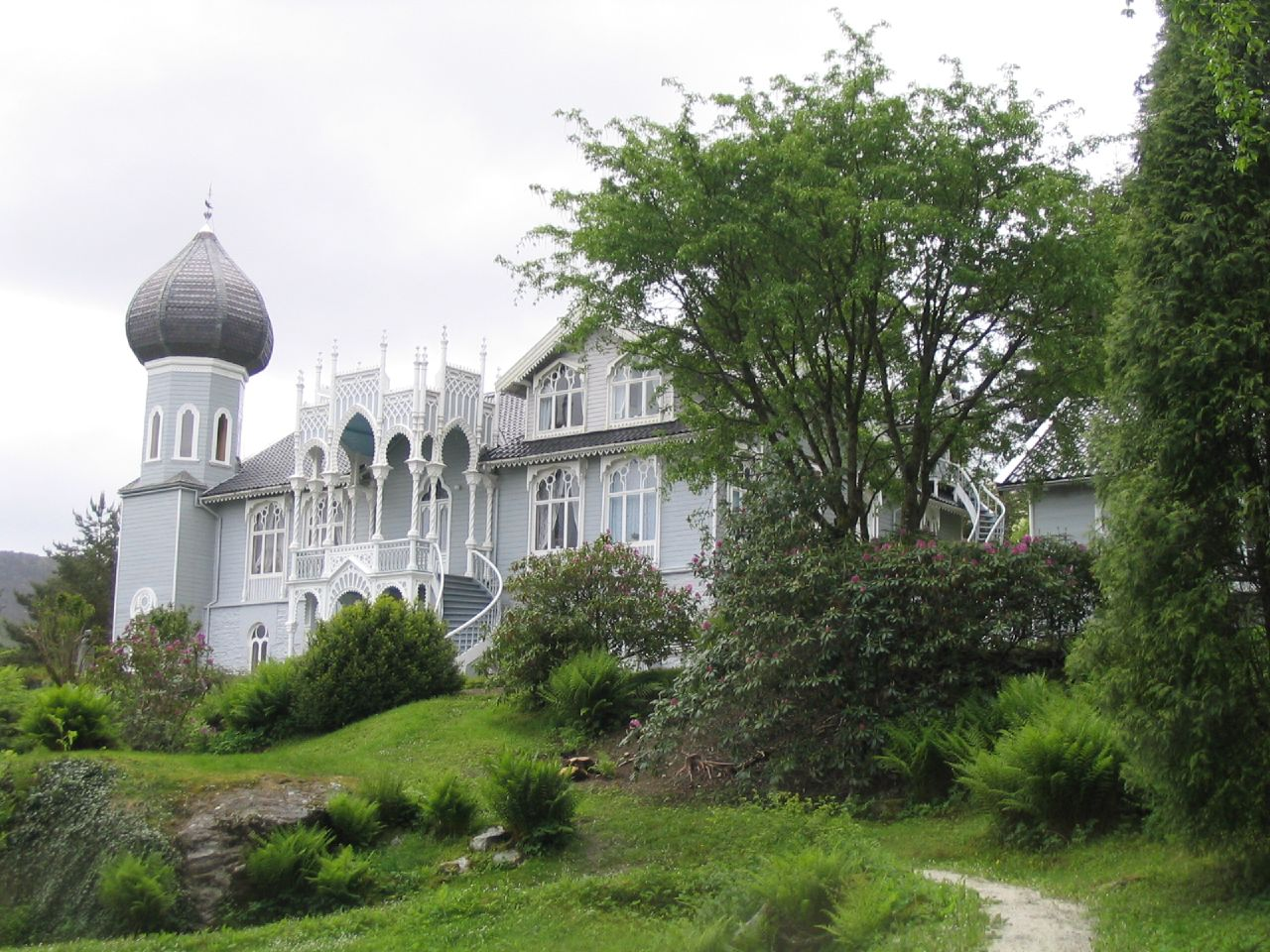
Вілла Ole Bull в Люсеені

### Пізні роки
У 1872 році Уле Булль купив острів Лісеен в Осі на південь від Бергена. Він найняв архітектора Конрада Фредріка фон дер Ліппе (1833—1901) для проєктування резиденції на острові. Булль помер від раку у своєму будинку на Лісеені 17 серпня 1880 року. Попри хворобу того ж року він провів свій останній концерт у Чикаго. Свідченням його слави стала його похоронна процесія, чи не найвидовищніша в історії Норвегії. Корабель, який перевозив його тіло, вели 15 пароплавів і велика кількість менших суден.

## Спадщина
- Вілла Уле Булля на острові Лісеен була передана в дар Норвезькій асоціації охорони стародавніх пам'яток. Museet Lysøen складається з вілли скрипаля, старовинної ферми XVII століття[23].
- Олеона в окрузі Поттер розташована в горах північної Пенсільванії на перехресті маршрутів 44 і 144 (Уле Булль-роад)[24].
- Державний парк Уле Булля у лісі Саскуеганнок розташований на місці, яке було обрано для колонії Булля. Недобудований замок підтримується парком, і його можуть відвідати туристи. У 2002 році на честь 150-річчя Нью-Норвей у парку встановили пам'ятник на честь Уле Булля.
- У Мамонтовій печері у Кентуккі є кімната під назвою Концертний зал Уле Булля, де він колись давав виступи.
- У парку Лорінг у Міннеаполісі, штат Міннесота, встановлено бронзову статую на честь Уле Булля.
- Котедж Уле Булля, спочатку придбаний Уле Буллєм і його дружиною для музичної школи, знаходиться в Еліоті, штат Мен. Зведений у 1896 році котедж зараз служить будівлею шкільної бібліотеки[25].
- Академія Уле Булля (Ole Bull Akademiet) у Воссі, Норвегія — музичний навчальний заклад, заснований у 1977 році[26].
- Сцена Уле Булля — сцена для кабаре, музики та театру на Ole Bull Plass у Бергені, Норвегія[27].
- Уле Булль — скрипка Гаспаро да Сало, чудовий декорований шедевр відомого італійського майстра, яким віртуоз користувався протягом 40 років під час світових турне. Зараз знаходиться у музеї у Бергені.
- У 1992 році скрипка Джузеппе Гварнері «Уле Булль» 1744 року, одна з улюблених скрипок Булля, яка вважається останньою роботою майстра, придбали для колекції музеї Чімей на Тайвані[28].
- У 2006 році режисер Аслак Орхус зняв фільм «Уле Булль — Титан», у якому розповідається про подвиги Булля та вплив, який вони мали на його французьку дружину та дітей, якими нехтували у Бергені.
- У 2010 році норвезький звукозаписний лейбл 2L випустив світову прем'єру записів скрипкових концертів Уле Булля та його іспанської фантазії «La Verbena de San Juan», а також раніше невідому версію для скрипки та струнних «A Sæterbesøg». Виконавці на диску: Аннар Фоллесо, скрипка, та оркестр Норвезького радіо під керівництвом Уле Крістіана Рууда.
- Скрипка, на якій грав Оле Булль під час концерту у Вілмінгтоні, штат Делавер, приблизно у 1847 році, знаходиться у музеї Сандерсона у Чаддс-Форді, Пенсильванія. Афідевіт про походження свідчить: після Базеля Грейвса, Вест-Честер, Пенсильванія, купив у Булля у 1847 році, його успадкував пасинок Грейвса Джефферсон Шенер у 1855 році. Згодом Шенер продав її Крістіану Кармаку Сандерсону у 1922 році за 125 доларів. Скрипка є копією моделі Stainer. У 2015 році закінчилась її реставрація до концертного стану в 2015 році скрипковим майстром Тілом Вінчем з Вілмінгтона, штат Делавер.
- Приблизно на рубежі XX століття у Німеччині була виготовлена комерційна фірмова лінія скрипок Уле Булля.
- Вісконсинське історичне товариство володіє посмертним портретом Уле Булля зі скрипкою у повний зріст, авторства Джеймса Ріва Стюарта (1834—1915).
- Один розділ книги Расмуса Андерсона присвячена зустрічі з Уле Буллєм.